# Bitburg (meteorito)
El meteorito de Bitburg , llamado también meteorito de Älbacher Muhler, es un meteorito metálico encontrado cerca de Bitburg, Alemania. De 1,5 t de peso, es el mayor meteorito encontrado en Alemania.

## Historia
La masa, que se decía que pesaba 1,5 t, fue fundida en un horno antes de 1805. Aunque fue reconocida como un meteorito por Ernst Chladni en 1819, prácticamente nada se conservó del material original, por lo que se perdió irremediablemente para fines científicos.

## Composición
La mayor parte de los fragmentos que han sobrevivido a la fundición consisten en hierro meteorítico (con un 12% de níquel) con abundantes gotas de martensita, sulfuros dispersos y fosfuros. En ellos hay pequeñas cavidades vacías que reemplazan en gran medida la estructura octaédrica previa. Algunos silicatos concomitantes, incluido el olivino, condujeron a una errónea clasificación inicial como pallasita.
Sin embargo, un pequeño fragmento sin fundir reveló un excelente patrón de Widmanstätten con plesita y troilita asociadas, estableciendo que este meteorito es miembro del grupo IAB. Además, el olivino, los piroxenos de magnesio, la plagioclasa albitica (oligoclasa) y el grafito permiten catalogar este meteorito como un meteorito férrico con inclusiones de silicato.